# Space Launch Complex 8
Space Launch Complex 8 (SLC-8) es una plataforma de lanzamiento ubicada en la Base de la Fuerza Espacial Vandenberg en California, Estados Unidos. Actualmente, solo se utiliza para cohetes Minotaur. Originalmente formaba parte del Puerto Espacial de California y se conocía como Instalación de Lanzamiento Comercial (CFL) o Instalación de Lanzamiento Espacial (SLF). Además de albergar cohetes Minotaur ocasionales, el SLC-8 puede albergar pequeños vehículos de lanzamiento gracias a una nueva plataforma limpia construida en 2019. Al igual que la propia familia de cohetes Minotaur, el SLC-8 ha tenido poco uso desde principios de la década de 2010.
Hasta abril de 2025 se han lanzado 10 cohetes (6 Minotaur I y 4 Minotaur IV) desde el SLC-8.

## Descripción de la plataforma
El SLC-8 se construyó a finales de la década de 1990 para dar soporte a los cohetes Minotaur desde Vandenberg y es el complejo de lanzamiento más meridional de la base. Es el cuarto sitio de lanzamiento en Vandenberg que da soporte a la familia Minotaur, después de TP-01, SLC-576E y LF-06. Los lanzamientos de Minotaur desde el SLC-8 se controlan desde la Instalación de Procesamiento Integrado (IPF) en el vecino Complejo de Lanzamiento Espacial 6, construido originalmente para el procesamiento de la carga útil del transbordador espacial. Otros lanzamientos desde el complejo se pueden controlar desde un nuevo centro de control de lanzamiento en el norte de Vandenberg.
Los cohetes Minotaur se ensamblan y preparan para el vuelo dentro de un pórtico de ensamblaje móvil de 88 pies de altura construido alrededor de 2005. El soporte de lanzamiento Minotaur está diseñado para vehículos de lanzamiento de hasta 150 toneladas de masa y un millón de libras de empuje.
La plataforma limpia, de 4,5 x 4,5 metros de hormigón armado, está disponible para pequeños vehículos de lanzamiento de hasta 20 toneladas y se construyó en 2019. También se construyeron 2 plataformas adyacentes para albergar equipos de combustible y oxidante. Las empresas que utilicen la plataforma deben traer su propio equipo de apoyo terrestre.

## Historial de lanzamiento
Todos los vuelos de 2000 a 2011 fueron operados por Orbital Sciences Corporation. Todos los vuelos desde 2025 fueron operados por Northrop Grumman.
| Fecha                    | Hora (UTC) | Vehículo de lanzamiento | Carga útil          | Resultado |
| ------------------------ | ---------- | ----------------------- | ------------------- | --------- |
| 27 de enero de 2000      | 03:03      | Minotaur I              | JAWSat              | Éxito     |
| 19 de julio de 2000      | 20:09      | Minotaur I              | MightySat 2.1       | Éxito     |
| 11 de abril de 2005      | 13:35      | Minotaur I              | XSS-11              | Éxito     |
| 23 de septiembre de 2005 | 02:24      | Minotaur I              | Streak              | Éxito     |
| 15 de abril de 2006      | 01:40      | Minotaur I              | COSMIC (FORMOSAT-3) | Éxito     |
| 22 de abril de 2010      | 23:00      | Minotaur IV             | HTV-2a              | Éxito     |
| 26 de septiembre de 2010 | 04:41      | Minotaur IV             | SBSS                | Éxito     |
| 6 de febrero de 2011     | 12:26      | Minotaur I              | NROL-66             | Éxito     |
| 11 de agosto de 2011     | 14:45      | Minotaur IV             | HTV-2b              | Éxito     |
| 16 de abril de 2025      | 19:33      | Minotaur IV             | NROL-174            | Éxito     |